# Catedral de San José (Prayagraj)
La Catedral de San José es la catedral de la Diócesis de Prayagraj, en la ciudad de Prayagraj, calle Thomhill en el estado de Uttar Pradesh en la parte septentrional de la India. Construida en 1879, la catedral representa un buen ejemplo de la arquitectura italiana. Se dice que los artesanos y materiales fueron traídos directamente de esa nación europea.